# Tularemia

Rana skóry ręki zainfekowana Francisella tularensis

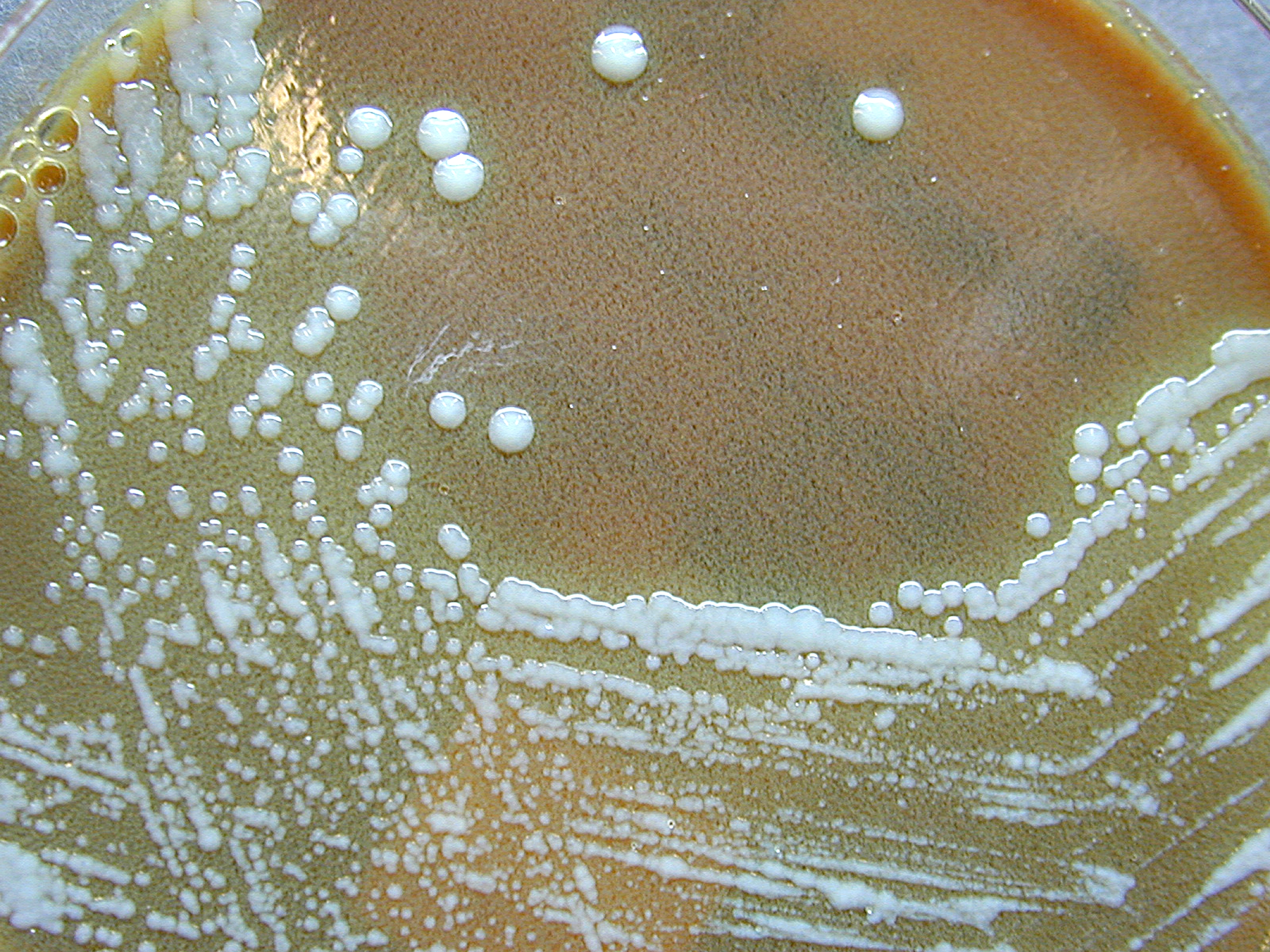
Kolonie bakteryjne Francisella tularensis na pożywce agarowej

Tularemia (łac. tularaemia) – ostra bakteryjna choroba zakaźna. Czynnikiem etiologicznym jest pleomorficzna, Gram-ujemna pałeczka Francisella tularensis. Cechą charakterystyczną jest obrzęk zmienionych węzłów chłonnych, może również wystąpić posocznica. Występuje u zwierząt i człowieka.

## Objawy i postacie kliniczne
W naturalnych warunkach ludzie mogą ulegać chorobie wyłącznie poprzez zakażenie skóry lub błon śluzowych krwią lub płynami tkankowymi chorych zwierząt, bądź też na skutek ukąszeń spowodowanych przez bąki jeleniowatych, komary lub kleszcze. Po ekspozycji inhalacyjnej pojawia się forma tyfoidalna, która w warunkach naturalnych może mieć miejsce podczas wdychania zakażonego kurzu. Tularemia tyfoidalna objawia się klinicznie w postaci gorączki, wyczerpania, spadku wagi ciała, bez zajęcia węzłów chłonnych (gruczoły limfatyczne większe niż 1 cm średnicy są pospolite w formie wrzodowej). Zapalenie gardła, któremu często towarzyszy zapalenie płuc, może wystąpić aż u 25% pacjentów. Ponad 50% pacjentów ma zajęte dolne drogi oddechowe. W przybliżeniu u 30% pacjentów z tularemią wrzodowo-gruczołową i u 80% pacjentów z tularemią tyfoidalną rozwija się zapalenie płuc.

## Leczenie
Lekiem z wyboru w leczeniu tularemii jest streptomycyna w dawce 7,5–10 mg na kg masy ciała. Wśród innych skutecznych antybiotyków można wymienić: gentamycynę, tetracykliny, chloramfenikol, ryfampicynę. Streptomycyna i gentamycyna są skuteczne przy podawaniu paranteralnym przez okres od 10 do 21 dni.
Przy odpowiednim leczeniu przeciętny odsetek śmiertelności wynosi od 1 do 2,5%. Profilaktyka poekspozycyjna jest trudna; zalecana jest tetracyklina podawana w ciągu 24 godzin po ekspozycji aerozolowej i kontynuowana przez dwa tygodnie. Badania prowadzone w USA w czasie programu ofensywnego wykazały, że szczepionka z martwych bakterii jest nieskuteczna przeciw ekspozycji aerozolowej.

## Klasyfikacja ICD10
| kod ICD10     | nazwa choroby                          |
| ------------- | -------------------------------------- |
| ICD-10: A21   | Tularemia                              |
| ICD-10: A21.0 | Tularemia, postać wrzodziejąco-węzłowa |
| ICD-10: A21.1 | Tularemia, postać oczno-węzłowa        |
| ICD-10: A21.2 | Tularemia płucna                       |
| ICD-10: A21.3 | Tularemia, postać żołądkowo-jelitowa   |
| ICD-10: A21.7 | Tularemia uogólniona                   |
| ICD-10: A21.9 | Tularemia, nie określona               |